# Sangre en la boca
Sangre en la boca es una película argentina dramática de 2016 dirigida por Hernán Belón, quien coescribió el guion junto a Marcelo Pitrola. Está protagonizada por Leonardo Sbaraglia, Eva De Dominici, Érica Bianchi, Osmar Núñez y Claudio Rissi. Fue estrenada el 25 de agosto de 2016 en Argentina. La película está basada en el cuento homónimo de la escritora venezolana Milagros Socorro, con el cual Hernán Belón y Marcelo Pitrola ya habían hecho un cortometraje en 2008.

## Sinopsis
Ramón Alvia es un boxeador profesional que ha ganado unos cuantos títulos pero tiene cuarenta años y está al final de su carrera. Su familia le pide que se retire pero él se siente joven y está convencido de que puede continuar, como si el tiempo no hubiera hecho mella en él. En el gimnasio, conoce a Débora, una chica joven y vital. Dejándose arrastrar por la poderosa seducción que ella ejerce sobre él, abandona a su esposa y enfrenta a su mánager que se opone a lo que hace. Con Débora se aislarán en un vínculo pasional en el que el placer, el dolor y la violencia se entrecruzan.

## Reparto
- Leonardo Sbaraglia como Ramón Alvia
- Eva De Dominici como Débora
- Érica Bianchi como Carina
- Osmar Núñez como Di Nucci
- Claudio Rissi como Mario
- Benicio Mutti Spinetta como Maxi
- Camila Zolezzi como Yanina
- Aldo Onofri como Peralta
- Richard Wagener como Cachi
- Diego Chaves como Diamante Saldías
- Érica Farías como Cuchilla Rígoli
- Pablo Paoliello como Elvis Zambrano